# Рисоїд болотяний
Рисоїд болотяний (Sporophila crassirostris) — вид горобцеподібних птахів родини саякових (Thraupidae). Мешкає в Південній Америці.

## Опис
Довжина птаха становить 13,5-14.5 см, вага 20-28 г. Виду притаманний статевий диморфізм. Забарвлення самців повністю чорнек, за винятком білих "дзеркалець". Самиці мають сірувато-коричневе забарвлення. Хвіст відносно довгий. Дзьоб міцний, сіруватий або сріблястий.

## Підвиди
Виділяють два підвиди:
- S. c. occidentalis (Sclater, PL, 1860) — від західної Колумбії до південно-західного Еквадора;
- S. c. crassirostris (Gmelin, JF, 1789) — від східної Колумбії до Венесуели, Гвіани, північної Бразилії і центрального Перу.

## Поширення і екологія
Болотяні рисоїди мешкають в Колумбії, Венесуелі, Бразилії, Гаяні, Французькій Гвіані, Суринамі, Еквадорі і Перу. Вони живуть на вологих і заплавних луках, на болотах та інших водно-болотних угіддях, в чагарникових заростях поблизу води. Зустрічаються на висоті до 700 м над рівнем моря, переважно на висоті до 500 м над рівнем моря.